# 1984년 텔레비전 애니메이션 목록
다음은 1984년에 방송된 텔레비전 애니메이션이다.

## 일본
| 제목                                   | 화수 | 방송 기간 | 채널       | 비고 |
| -------------------------------------- | ---- | --------- | ---------- | ---- |
| OKINAWARI-BOY 스타잔S                  |      | 1984년    | 후지TV     |      |
| 목장의 소녀 가토리                     |      | 1984년    | 후지TV     |      |
| 중전기 엘가임                          |      | 1984년    | 나고야TV   |      |
| 초공속 갈비온                          |      | 1984년    | 아사히TV   |      |
| 리틀 엘 시드의 모험                    |      | 1984년    | 도쿄TV     |      |
| 소야 이야기                            |      | 1984년    | 도쿄TV     |      |
| 몽전사 윙맨                            |      | 1984년    | 아사히TV   |      |
| 고깔모자 삼총사                        |      | 1984년    | 아사히TV   |      |
| 루팡3세 PART III                       |      | 1984년    | 요미우리TV |      |
| 비디오전사 레자리온                    |      | 1984년    | TBS        |      |
| GU-GU 간모                             |      | 1984년    | 후지TV     |      |
| 오요네코 부냥                          |      | 1984년    | 아사히TV   |      |
| 난폭                                   |      | 1984년    | 후지TV     |      |
| 거신 고그                              |      | 1984년    | 도쿄TV     |      |
| 근육맨 결전!! 7인의 초인 vs 우주야무사 |      | 1984년    | 니혼TV     |      |
| 만화 어째서 이야기                     |      | 1984년    | TBS        |      |
| 유리가면                               |      | 1984년    | 니혼TV     |      |
| 치쿤타쿤                               |      | 1984년    | 후지TV     |      |
| 어택커 You!                            |      | 1984년    | 도쿄TV     |      |
| 갓 마징가                              |      | 1984년    | 니혼TV     |      |
| 초시공기단 사잔크로스                  |      | 1984년    | TBS        |      |
| 마법의 요정 페르샤                     |      | 1984년    | 니혼TV     |      |
| 이상한 코알라 브린키                   |      | 1984년    | 니혼TV     |      |
| 은하 패트롤 PJ                         |      | 1984년    | 후지TV     |      |
| 대자연의 마수 바키                     |      | 1984년    | 니혼TV     |      |
| 부탁해 메가독                          |      | 1984년    | 후지TV     |      |
| 나인 완결편                            |      | 1984년    | 후지TV     |      |
| 두마리 매                              |      | 1984년    | 후지TV     |      |
| 마지막 순간의 매너                     |      | 1984년    | 후지TV     |      |
| 기갑계 가리안                          |      | 1984년    | 후지TV     |      |
| 숲의 톤토들                            |      | 1984년    | 후지TV     |      |
| 우주 패트롤 렌즈맨                     |      | 1984년    | 도쿄TV     |      |
| 내일 날씨는 맑음                       |      | 1984년    | 후지TV     |      |
| 성총사 비스마르크                      |      | 1984년    | 니혼TV     |      |
| 고양이아이                             |      | 1984년    | 니혼TV     |      |
| 세기말 구세주 전설북두편               |      | 1984년    | 후지TV     |      |
| 명탐정 홈즈                            |      | 1984년    | 아사히TV   |      |

## 참고 문헌
- 야마구치 야스오 (2005). 《일본 애니메이션 역사》. 미술문화. 230-231쪽.